# Гнилой Тикич
Гнилой Тикич (ранее Тикич, также Гнилок) — река в Киевской и Черкасской области Украины, один из двух истоков (наряду с рекой Горный Тикич), составляющих Тикич, который далее впадает в реку Синюха, в свою очередь являющуюся левым притоком Южного Буга, бассейн Чёрного моря.

## Описание
Река начинается на Приднепровской возвышенности, течёт в южном направлении. Длина реки 157 километров, площадь водосбора около 3125 км²; принимает свыше 30 притоков, наибольшие из которых Шполка, Поповка, Боярка. В верхнем течении берега круты, местами обрывисты, далее левый берег становится всё более низинным и болотистым, что типично для рек северного полушария, текущих на юг. Питание снеговое весной, дождевое осенью. Летом в засушливые годы местами пересыхает в среднем течении. Для хозяйственных нужд на реке в советское время была возведена Лоташевская ГЭС. На реке расположены посёлки Ставище, Лысянка (ГЭС), город Звенигородка (ГЭС), пгт Ерки, Катеринополь (ранее Кальниболото), многочисленные сёла.

## Историческое значение
Эта небольшая речка сыграла важную историческую роль во времена ВОВ, когда проходила Корсунь-Шевченковская операция советских войск (24 января — 17 февраля 1944 г.). Февраль 1944 года выдался необычайно тёплым, поэтому Гнилой Тикич, ширина которого обычно не превышает 5—6 метров, разлился до 30 метров в ширину, став преградой для немецкой группировки, пытавшейся прорваться из изоляции в районе города Корсунь-Шевченковский к отступающей массе немецких войск. Значительная часть немецкой техники, пытаясь переехать на другой берег в местах ледяных заторов, не выдерживавших её веса, ушла на дно. Часть немецких солдат пыталась преодолеть ледяную реку вплавь, но лишь около 1,5 тыс. человек из 15 тыс. окружённых смогли это сделать. Остальные погибли либо были взяты в плен.